# Ксенофонт Иванов
Ксенофонт Андреев Иванов (6 септември, 1898, Русе - 22 януари, 1967, София) е български ветеринарен учен, специалист по патологична морфология, академик на Българската академия на науките.
Завършва ветеринарна медицина в Берлин през 1925 г. Декан е на ветеринарния факултет от 1945 - 1948 г., а по-късно става и ректор на Селскостопанската академия „Георги Димитров“ - от 1948 до 1953 г. в София. Основател е на Института за сравнителна патология на животните, който е предшественик на настоящия Институт по експериментална патология и паразитология към БАН. Академик от 1952. Член на редакционната колегия на международното списание Pathologia Veterinaria.
Автор на над 90 публикации за лингватулозата, шарката по овцете, остеомиелосклерозата по птиците, ензоотичната бронхопневмония по говедата и инфекциозната анемия по конете.